# Bulbophyllum stellula
Bulbophyllum stellula är en orkidéart som beskrevs av Henry Nicholas Ridley. Bulbophyllum stellula ingår i släktet Bulbophyllum och familjen orkidéer. Inga underarter finns listade i Catalogue of Life.